# Réforme de la taxe foncière (Japon, 1873)
La Réforme japonaise de la taxe foncière, ou chisokaisei (地租改正) commença en 1873, pendant la 6e année de l'ère Meiji.

## Système précédent d'impôt foncier
Le système de taxe foncière fut établi au Japon pour la première fois en 645 pendant la Réforme de Taika, avec l'adoption du système judiciaire chinois connu sous le nom de Ritsuryō (律令国家, ritsuryōkokka). Le système précédent était une imitation de la Corvée seigneuriale de la Dynastie Tang appelée soyōchō (租庸調, soyōchō). Avec ce système, les taxes était payées en denrées (en riz le plus souvent) et le taux d'impôt était déterminé par la mesure du terrain (cadastre) créée par Toyotomi Hideyoshi. Un impôt annuel proportionné était évalué selon le rendement agricole d'une parcelle de terrain donné. Le nom du fermier du principal était inscrit dans le cadastre, et ce fermier était jugé responsable de l'impôt foncier. Le paiement pourrait également être collectif avec les habitants d'un même village sous le système de Murauke (村請制, Muraukesei).

## Annonce de la réforme
Le gouvernement de Meiji a annoncé la réforme du système d'impôt foncier en 1873 en tant qu'élément des ordonnances du Grand Conseil d'État (太政官, dajōkan). Les préparation pour installer le système ont commencé l'année suivante.
Le gouvernement a demandé aux fermiers de mesurer leurs parcelles de terrain, de calculer leurs impôts, et de soumettre les résultats aux fonctionnaires de l'impôt local. Cependant, des doutes ont surgi quant à l'honnêteté du système de mesure par les fermiers eux-mêmes quand le budget de 1874 a rentré beaucoup moins d'impôts que les prévisions.
Le gouvernement a répondu en établissant un ministère de la réforme de l'impôt foncier en 1875, et a effectué des efforts agressifs pour installer le système. Sous la direction du nouveau ministère, chaque préfecture s'est vu assigné un quota minimum d'impôt à fournir. Le ministère changeait lui-même les valeurs des terrains si les valeurs rapportées par les fermiers étaient jugées trop faibles. Cela a rendu les fermiers mécontents, et plusieurs émeutes ont éclaté dans le pays. En janvier 1877, le gouvernement a abaissé le taux d'imposition fiscal de 3 % à 2,5 %.
Le système agressif du département continua en 1878, mais la sévérité des règles fut graduellement diminuée alors qu'il apparaissait clairement que les montants exigés seraient récoltés.

## Les différences d'avec le système précédent
Comme cité précédemment, les impôts ont été payés surtout en riz jusqu'à la fin de la période Edo, et le cultivateur était considéré en contribuable sous le système précédent. L'imposition était également contradictoire, car les valeurs différaient dans certaines régions du pays. Le nouvel impôt foncier a créé un système uniforme qui a imposé les propriétaires fonciers basés sur la valeur de leur terre, et était payé comptant à la place des récoltes.
Les principaux changements entre les deux systèmes furent les suivants :
- Les impôts étaient calculés sur le potentiel de récolte du terrain, plutôt que le rendement de récolte réel.
- Un paiement en argent plutôt qu'en récolte.
- Un taux d'imposition fiscal uniformément réglé à 3 % ; une réduction du système précédent.
- C'est le propriétaire du terrain qui était responsable des impôts et non plus le fermier.
- Le système a été standardisé à travers le Japon.

## Effets de la réforme

### Stabilisation des recettes fiscales
Le gouvernement était assuré d'un revenu régulier parce que l'impôt était placé à un taux constant sur la valeur de la terre, et le revenu ne changeait pas avec les rendements de récolte. Ainsi, les risques de la fluctuation de récolte ont été déplacés du gouvernement au fermier.
La réforme de l'impôt foncier a augmenté le fardeau des taxes sur les villages qui vivaient de la chasse et de la cueillette et non de l'agriculture, et a eu comme conséquence plusieurs insurrections de fermiers contre le gouvernement de Meiji, par exemple la révolte d'Ise (伊勢暴動, Ise bōdō) et la révolte de Makabe (真壁暴動, makabe bōdō). Le mécontentement a vu naître le mouvement pour la liberté et les droits du peuple (自由民権運動, jiyūminken'undō). Le gouvernement de Meiji a alors abaissé le taux d'imposition fiscal à 2,5 % de 1877 dans la crainte d'autres révoltes.

### Propriété privée
La propriété terrienne privée a été reconnue pour la première fois au Japon avec la question des titres de propriété. La pratique précédente de la propriété terrienne était les Droits sur le Terrain Public (公地公民制, kōchikōminsei), qui déclaraient que toute la terre était la propriété unique de l'empereur. Les fermiers louaient simplement la terre aux seigneurs féodaux, qui alternativement, louaient la terre à l'empereur. La réforme a supprimé ce système archaïque de propriété terrienne, et a commencé à permettre à des propriétaires fonciers d'employer leur propriété comme actif financier dans la garantie ou tout autre investissement. Ce fut l'une des premières étapes du développement du capitalisme au Japon.
Avec la réforme de l'impôt foncier, l'interdiction d'acheter et de vendre des terres cultivables fut annulée en 1872, et l'utilisation de l'immobilier comme garantie pour des prêts agricoles a été légalisée en 1873.

### Droits de suffrage
Le système de contrat féodal précédent est devenu désuet parce que le propriétaire foncier était responsable des impôts, et ainsi il avait le droit de participer à la politique. Plus tard quand la Diète Impériale fut établi, beaucoup de ceux qui avaient le droit de voter dans la Chambre Basse appartenaient à cette classe foncière.

### Commerce et circulation de devise
Dans le système précédent, du riz et des récoltes rassemblés de chaque fief étaient vendus et distribués par des revendeurs en gros par l'intermédiaire du Daimyo respectif à Edo ou à Osaka. La réforme a permis à des fermiers de vendre leurs récoltes directement aux négociants locaux, et a exercé un grand effet sur le commerce japonais.

## Établissement de terre commune

Bon de terrain commun de 1879.

Des terres communes (地券, chiken) ont commencé à être enregistrées dans un registre en raison des enquêtes mises en application par la réforme de l'impôt foncier. Ces terres communes ont créé un système de propriété terrienne vérifiable, ont indiqué la personne chargée des impôts, ont établi des droits de vente de achat et, avec le commerce de l'immobilier et le crédit sont devenus dépendant de ces dernières.
L'enregistrement de terres communes a été dissous en 1889 après que ses fonctions ont été supprimées du ministère des impôts fonciers en 1884. Le paiement des impôts a uniquement été contrôlé par ce nouveau ministère jusqu'en 1961. Toutes les adresses, classifications de répartition en zones, et informations de la surface cultivée ont été transférées au ministère des impôts fonciers, ainsi on peut dire que les enregistrements japonais de propriété terrienne sont directement dus à la réforme de l'impôt foncier.
Cependant, les détails de l'enregistrement n'étaient pas toujours précis en raison des techniques d'examen primitives employées par les fermiers au début de la réforme. Cela est dû au manque de temps et de personnel, et de la fraude fiscale délibérée, « corde s'agrandissant » (縄伸び, nobi de nawa) et « corde se rétrécissant » (縄縮み, chijimi de nawa)) ayant pour résultat des inexactitudes dans l'enregistrement. L'Enquête de Terre (地籍調査, chisekichōsa) est actuellement en cours pour créer un enregistrement précis pour tout le Japon.